# Mark Helfrich (amerikaifutball-edző)
Mark August Helfrich (Coos Bay, Oregon, 1973. október 28. –) amerikai amerikaifutball-játékos és -edző, 2020-tól a Fox Sports elemzője. 2013 és 2016 között az Oregon Ducks, 2018–2019-ben pedig a Chicago Bears vezetőedzője volt. Egykor az osztrák amerikaifutball-ligában játszott.

## Játékosként
A Coos Bay-i Marshfield Középiskolában választotta ki az Oregoni Egyetem, de ő inkább a Dél-oregoni Egyetemre iratkozott be, ahol 1992 és 1995 között quarterbackként játszott, és elnyerte a NAIA All-America elismerését. 2013-ban a leghosszabb passz, a legtöbb touchdown és a legtöbb támadójáték iskolai rekordját is megdöntötte.
Az 1997-es szezon téli és tavaszi hónapjaiban a bécsi Vienna Vikings játékosa és helyettes támadókoordinátora volt. A csapat a liga elődöntőjéig jutott.

## Edzőként

### Kezdetek
Mesterszakos tanulmányait ortopéd sebész szakon kezdte. Az Oregon Ducksnál Dirk Koetter támadókoordinátor helyettese volt, akit követett a Boise State Broncoshoz. Utóbbi csapatnál egyik játékosa Bart Hendricks quarterback volt, aki 1999-ben és 2000-ben a Big West Conference legjobb játékosa volt, a csapat 2000-ben pedig az ország negyedik legjobb támadópasszát mutatta be.
Koettert az Arizona State Sun Devilshez is követte. Andrew Walter szinte minden iskolai rekordot megdöntött, és amikor a 2005-ös NFL-draftben kiválasztották, Koetter Helfrich teljesítményét méltatta. Helfrich 2006-ban a Colorado Buffaloes történetének legfiatalabb támadókoordinátora lett. Az évben Mike Bellotti a Duckshoz akarta csábítani, azonban Helfrich első szezonjában még nem akart távozni. Két évvel később a Ducks quarterbackjeinek edzője és támadókoordinátora lett.

### Oregon Ducks

#### Támadókoordinátorként
Helfrich négy szezonja alatt az Oregon Ducks országosan több rangsorban is az élre került. Ugyan a játékstratégiákért elsősorban Chip Kelly felelt, Helfrich is fontos szerepet töltött be; a stratégiákat hetente értékelte a játékosokkal. Módszereiről, ötleteiről Kelly elismerően nyilatkozott.
2009 és 2012 között a csapat négy Bowl Championship Seriesen vett részt, és támadójátékuk országosan is kiemelkedő volt. A 2012-es támadójátékukat történetük legjobbjaként értékelték.
Helfrich a quarterbackek edzőjeként több, a bowlmérkőzéseken elért sikerekhez hozzájáruló játékost is kinevelt. A FootballScoop kétszer is az év quarterbackedzőjének választotta.
Kelly távozása többször is felmerült, azonban mivel Rob Mullens atlétikai igazgató nem szavatolta, hogy utódja Helfrich lenne, 2012-ben visszautasította a Tampa Bay Buccaneers ajánlatát, végül 2013. január 16-án a Philadelphia Eagleshöz távozott, utódja pedig Helfrich lett.

#### Vezetőedzőként
2013. január 20-án az Oregon Ducks vezetőedzője lett, ezzel sorozatban ő lett a csapat harmadik támadókoordinátora, akit vezetőedzővé léptettek elő. 1942 óta ő volt a pozíciót betöltő első oregoni születésű; a kinevezést karrierje csúcsaként írta le.

##### 2013
Első szezonjában a csapat eltávolodott elődje, Chip Kelly módszereitől és egy jóval kiegyensúlyozottabb támadójátékot dolgozott ki, amivel több támadórekordot is megdöntöttek.
A 11–2-es eredmény rossznak számított: 2008 óta először kaptak ki egy nem rangsorolt csapat (az Arizona Wildcats) ellen, így nem juthattak ki a Bowl Championship Seriesre. A 2013-as Alamo Bowlon 30–7-re legyőzték a Texas Longhornst.

##### 2014
Második szezonjában a csapat 13 győzelmével iskolai rekordot döntött. Marcus Mariota quarterback az egyesület történetében először elnyerte a Heisman-trófeát.
A Pac-12 Conference 2014-es bajnokságát megnyerve kijutottak az első College Football Playoffra, ahol a Playoff Semifinal Rose Bowl Game-en 59–20-ra nyertek a Florida State Seminoles ellen, ezzel megszakítva utóbbi 29 játék óta tartó győzelmi sorozatát. A 2015-ös College Football Championship Game-en 42–20-ra kikaptak az Ohio State Buckeyes ellen.
Végső eredményük 13–2 volt, és a rangsorokban harmadszorra is a második helyre kerültek. 2015. február 9-én bejelentették, hogy Helfrich szerződését 17,5 millió dollár értékben öt évvel meghosszabbítják.

##### 2015
Harmadik szezonja vesztes mérkőzésekkel kezdődött: a Utah Utes elleni 20–62-es eredmény volt az Autzen Stadionban elszenvedett legnagyobb vereségük. A 3–3-as kezdet után 2009 óta először kiestek a rangsorok első 25 helyéről, és szeptemberben 11 év óta először két vesztes játékkal kezdték a szezont.
A következő hat mérkőzést megnyerték, így kijutottak az Alamo Bowlra, ahol a TCU Horned Frogsszal játszottak. Az első félidőben 31–0-ra vezettek, azonban Vernon Adams fejsérülését követően a TCU átvette a vezetést, és a harmadik hosszabbítást követően 47–41-re győztek az Oregon ellen.
2007 óta először nem volt tíz nyertes játékuk, és végeredményük 9–4 lett. A bowlmérkőzést követően Helfrich Don Pellum védőkoordinátort a linebackerek edzőjévé fokozta le, mivel a csapat a védőrangsorokban országosan nyolc kategóriában a 93. vagy rosszabb helyre került.

##### 2016
A szezont megelőzően az edzők között több személyi változás is történt. Scott Frost támadókoordinátor 2015. decemberi lemondását követően 2016 januárjában utódja Matt Lubick, a wide receiverek edzője és passzkoordinátor lett. Erik Chinander, a linebackerek edzője Frostot követte a UCF Knightshoz; utódja a lefokozott Don Pellum lett. 2016 januárjának közepén a quarterbackek edzője és a passzkoordinátor David Yost lett. Január 16-án Brady Hoke-ot felvették védőkoordinátornak.
A 25 év óta legrosszabb és 2004 óta első vesztes szezon 4–8-as eredménye miatt november 29-én Helfrichet kirúgták. 2002 óta ekkor volt az Autzen Stadion első nem teltházas mérkőzése.

### Chicago Bears
2018. január 12-én a Chicago Bears támadókoordinátora lett. A 2019-es szezont 8–8-as eredménnyel zárták; Helfrichet két nappal később kirúgták.

## Sportelemzőként
A 2017-es szezonban, majd a Chicago Bearstől való kirúgása után 2020-tól a Fox Sports sportelemzője.

## Díjai és kitüntetései
- 2010 Év országos quarterbackedzője (FootballScoop)[20]
- 2012 Év országos quarterbackedzője (FootballScoop)[21]

## Eredményei vezetőedzőként
| Év                                                                               | Eredmény                         | Eredmény                         | Helyezés                         | Továbbjutás                        | Rangsor                          | Rangsor                          |
| Év                                                                               | Összesített                      | Konferencia                      | Helyezés                         | Továbbjutás                        | Coaches                          | AP                               |
| Oregon Ducks (Pac-12 Conference)                                                 | Oregon Ducks (Pac-12 Conference) | Oregon Ducks (Pac-12 Conference) | Oregon Ducks (Pac-12 Conference) | Oregon Ducks (Pac-12 Conference)   | Oregon Ducks (Pac-12 Conference) | Oregon Ducks (Pac-12 Conference) |
| -------------------------------------------------------------------------------- | -------------------------------- | -------------------------------- | -------------------------------- | ---------------------------------- | -------------------------------- | -------------------------------- |
| 2013                                                                             | 11–2                             | 7–2                              | T–1.                             | Alamo Bowl                         | 9                                | 9                                |
| 2014                                                                             | 13–2                             | 8–1                              | 1.                               | Rose Bowl College Football Playoff | 2                                | 2                                |
| 2015                                                                             | 9–4                              | 7–2                              | 2.                               | Alamo Bowl                         | 20                               | 19                               |
| 2016                                                                             | 4–8                              | 2–7                              | 6.                               | –                                  | –                                | –                                |
| Összesen:                                                                        | 37–16                            | 24–12                            | –                                | –                                  | –                                | –                                |
| Jelmagyarázat: Konferenciabajnok Konferenciadivízió-bajnok vagy bajnoki mérkőzés |                                  |                                  |                                  |                                    |                                  |                                  |

## Fordítás
- Ez a szócikk részben vagy egészben  a   Mark Helfrich (American football) című angol Wikipédia-szócikk ezen változatának fordításán alapul.  Az eredeti cikk szerkesztőit annak laptörténete sorolja fel. Ez a jelzés csupán a megfogalmazás eredetét és a szerzői jogokat jelzi, nem szolgál a cikkben szereplő információk forrásmegjelöléseként.